# Andreas Otterling
Andreas Otterling (né le 25 mai 1986 à Örebro) est un athlète suédois, spécialiste du saut en longueur.

## Biographie
Non annoncé comme un des prétendants au podium, Andreas Otterling remporte la médaille de bronze des Championnats d'Europe en salle de Prague en mars 2015 avec un saut à 8,06 m. Il égale cette marque (record personnel) deux fois durant la saison estivale : le 5 juillet à Bad Langensalza et le 22 juillet à Karlstad. Il ne participe pas aux Championnats du monde de Pékin.
Le 17 février 2016, le Suédois porte son record en salle à 8,12 m lors du DN Galan de Stockholm.

## Vie privée
Il est en couple avec la sauteuse en longueur Malin Marmbrandt qui possède un record personnel à 6,50 m.

## Palmarès
| Année | Compétition                    | Lieu   | Résultat | Marque |
| ----- | ------------------------------ | ------ | -------- | ------ |
| 2015  | Championnats d'Europe en salle | Prague | 3e       | 8,06 m |

## Records personnels
| Épreuve                      | Performance | Lieu                       | Date |
| ---------------------------- | ----------- | -------------------------- | ---- |
| Saut en longueur (plein air) | 8,06 m      | Bad Langensalza / Karlstad | 2015 |
| Saut en longueur (salle)     | 8,12 m      | Stockholm                  | 2016 |